# 청담공원
청담공원(淸潭公園)은 청담동 남서지역으로 걸쳐있는 공원으로, 도심 속 주택가와 인접하여 산세가 완만하고 수림이 울창하다. 공원 안에는 각종 유실수 및 소나무, 은사시나무, 단풍나무, 목련 등 각종 나무들이 식재되어 있다. 연중무휴이며 관람료는 무료이다. 약수터가 있으며 공원 하단부에는 배드민턴장, 농구대 등 각종 운동시설이 갖추어져 있어 아침산책과 운동을 즐길 수 있다. 뿐만 아니라 공원 좌단 북쪽으로는 강남 청소년 회관이 들어서 있어 청소년 문화공간으로 이용할 수 있다. 
 본 문서에는 서울특별시에서 지식공유 프로젝트를 통해 퍼블릭 도메인으로 공개한 저작물을 기초로 작성된 내용이 포함되어 있습니다.